# Guillaume Mirabel
Guillaume Mirabel (* 29. August 1744 in Fitou, Département Aude; † 13. August 1794 bei Sant Llorenç de la Muga, Katalonien) war ein französischer General der Kavallerie.

## Leben und Wirken
Mit 24 Jahren trat Mirabel am 11. April 1768 in die Armee ein und quittierte nach vier Jahren den Dienst. Nach verschiedenen Tätigkeiten als Arbeiter und Angestellter  bekam er mit Wirkung vom 1. Oktober 1780 eine Anstellung als Wiegemeister bei der Zollbehörde in Agde (Département Hérault).
Während der Revolution wurde Mirabel bald ein Anhänger Napoleon Bonapartes und wechselte wieder zurück in die Armee. Während der Terrorherrschaft kam er am 12. Mai 1793 im Rang eines lieutenants als Ausbilder zur Kavallerie und kaum sieben Wochen wurde er zum Capitaine befördert und zur Armée des Pyrénées orientales versetzt.
Er konnte sich durch Tapferkeit in den Koalitionskriegen auszeichnen, wurde aber auch mehrfach verwundet. Mit Wirkung vom 23. Dezember 1793 wurde Mirabel zum général de brigade befördert und kam in den Stab von General Jacques François Dugommier. Unter dessen Befehl kämpfte er auch in Spanien. 
In der Schlacht von Sant Llorenç de la Muga (13. August 1794) wurde Mirabel tödlich verwundet. Am nächsten Morgen wurde er am Rande des Schlachtfeldes unter einem Freiheitsbaum – der extra deswegen errichtet worden war – beerdigt.

## Ehrungen
- Sein Name findet sich am westlichen Pfeiler (38. Spalte) des Triumphbogens am Place Charles de Gaulle (Paris)